# Spielvereinigung Greuther Fürth 2010-2011
Questa voce raccoglie le informazioni riguardanti il Spielvereinigung Greuther Fürth nelle competizioni ufficiali della stagione 2010-2011.

## Stagione
Nella stagione 2010-2011 il Greuther Fürth, allenato da Michael Büskens, concluse il campionato di 2. Bundesliga al 4º posto. In Coppa di Germania il Greuther Fürth fu eliminato al secondo turno dall'Augusta.

## Rosa
| N. |                       | Ruolo | Calciatore        |
| -- | --------------------- | ----- | ----------------- |
| 3  | Bulgaria (bandiera)   | D     | Asen Karaslavov   |
| 4  | Croazia (bandiera)    | D     | Marino Biliškov   |
| 5  | Germania (bandiera)   | D     | Jan Mauersberger  |
| 7  | Germania (bandiera)   | C     | Bernd Nehrig      |
| 8  | Germania (bandiera)   | C     | Stephan Fürstner  |
| 9  | Germania (bandiera)   | A     | Christopher Nöthe |
| 10 | Germania (bandiera)   | C     | Kevin Kampl       |
| 11 | Germania (bandiera)   | A     | Dani Schahin      |
| 13 | Montenegro (bandiera) | c     | Milorad Peković   |
| 14 | Germania (bandiera)   | C     | Edgar Prib        |
| 15 | Germania (bandiera)   | C     | Christian Rahn    |
| 16 | Croazia (bandiera)    | P     | Jasmin Fejzić     |
| 17 | Germania (bandiera)   | C     | Stephan Schröck   |

| N. |                     | Ruolo | Calciatore       |
| -- | ------------------- | ----- | ---------------- |
| 18 | Germania (bandiera) | C     | Leonhard Haas    |
| 19 | Germania (bandiera) | D     | Thomas Kleine    |
| 20 | Nigeria (bandiera)  | A     | Kingsley Onuegbu |
| 21 | Germania (bandiera) | C     | Marius Strangl   |
| 23 | Spagna (bandiera)   | A     | Sercan Sararer   |
| 25 | Slovenia (bandiera) | P     | Matjaž Rozman    |
| 26 | Germania (bandiera) | P     | Max Grün         |
| 27 | Germania (bandiera) | A     | Nicolai Müller   |
| 28 | Germania (bandiera) | A     | Stefan Vogler    |
| 29 | Germania (bandiera) | A     | Stefan Kolb      |
| 33 | Serbia (bandiera)   | A     | Danijel Aleksić  |
| 34 | Germania (bandiera) | D     | Tayfun Pektürk   |
| 35 | Germania (bandiera) | D     | Phillip Langen   |

## Organigramma societario
Area tecnica
- Allenatore: Michael Büskens
- Allenatore in seconda: Mirko Reichel
- Preparatore dei portieri: Günther Reichold
- Preparatori atletici:

## Risultati

### 2. Bundesliga

#### Girone di andata
| Arbitro: | Winkmann |

|                                                |           |          |
| Nehrig 16’ Schahin 24’ Onuegbu 75’ Schröck 89’ | Marcatori | 59’ Fink |

| Arbitro: | Bandurski |

|          |           |                      |
| Kolk 70’ | Marcatori | 53’ Müller 56’ Nöthe |

| Arbitro: | Thielert |

|                  |           |                  |
| Müller 6’ (rig.) | Marcatori | 55’ (rig.) Höger |

| Arbitro: | Metzen |

|             |           |  |
| Aleksić 45’ | Marcatori |  |

| Arbitro: | Stieler |

|                                |           |  |
| Petersen 17’ Kruska 62’ (rig.) | Marcatori |  |

| Arbitro: | Fritz |

|                   |           |  |
| Nehrig 48’ (rig.) | Marcatori |  |

| Arbitro: | Weiner |

|  |           |                        |
|  | Marcatori | 58’ Kleine 90’ Sararer |

| Arbitro: | Kircher |

|                                         |           |  |
| Onuegbu 6’ Aleksić 45’ Stang 60’ (aut.) | Marcatori |  |

| Arbitro: | Dingert |

|                             |           |  |
| Domovčijski 76’ Raffael 90’ | Marcatori |  |

| Arbitro: | Kinhöfer |

|          |           |                     |
| Prib 14’ | Marcatori | 11’ Hensel 58’ Kern |

| Arbitro: | Gagelmann |

|                 |           |  |
| Šukalo 28’, 83’ | Marcatori |  |

| Arbitro: | Meyer |

|             |           |            |
| Onuegbu 13’ | Marcatori | 44’ Rafael |

| Arbitro: | Gräfe |

|  |           |                                                         |
|  | Marcatori | 45’ (rig.) Nehrig 48’ Karaslavov 49’ Sararer 90’ Müller |

| Arbitro: | Stieler |

|             |           |  |
| Onuegbu 27’ | Marcatori |  |

| Arbitro: | Bandurski |

|                 |           |                                    |
| Di Gregorio 63’ | Marcatori | 10’ Prib 52’, 79’ Haas 88’ Sararer |

| Fürth 10 dicembre 2010, ore 18:00 CET 16ª giornata | Greuther Fürth | 0 – 0 referto | RW Oberhausen | Trolli Arena (5 030 spett.)\| Arbitro: \| Steuer \| |
| Arbitro:                                           | Steuer         |               |               |                                                     |

| Arbitro: | Grudzinski |

|             |           |  |
| Beister 72’ | Marcatori |  |

#### Girone di ritorno
| Arbitro: | Seemann |

|                     |           |            |
| Iashvili 77’ (rig.) | Marcatori | 46’ Müller |

| Arbitro: | Ittrich |

|           |           |  |
| Klaus 76’ | Marcatori |  |

| Arbitro: | Wingenbach |

|                      |           |                       |
| Auer 19’ Junglas 51’ | Marcatori | 7’ Nöthe 40’ Fürstner |

| Francoforte sul Meno 4 febbraio 2011, ore 18:00 CET 21ª giornata | FSV Francoforte | 0 – 0 referto | Greuther Fürth | Frankfurter Volksbank Stadion (3 014 spett.)\| Arbitro: \| Bandurski \| |
| Arbitro:                                                         | Bandurski       |               |                |                                                                         |

| Arbitro: | Kinhöfer |

|                             |           |              |
| Sararer 19’, 75’ Kaplan 74’ | Marcatori | 60’ Petersen |

| Arbitro: | Schriever |

|  |           |                      |
|  | Marcatori | 15’ Sararer 83’ Haas |

| Arbitro: | Welz |

|            |           |          |
| Kaplan 78’ | Marcatori | 2’ Aydin |

| Arbitro: | Gräfe |

|  |           |                        |
|  | Marcatori | 1’ Sararer 88’ Pektürk |

| Arbitro: | Dingert |

|  |           |                        |
|  | Marcatori | 40’ Ramos 51’ Niemeyer |

| Aue 20 marzo 2011, ore 13:30 CET 27ª giornata | Erzgebirge Aue | 0 – 0 referto | Greuther Fürth | Sparkassen-Erzgebirgsstadion (12 000 spett.)\| Arbitro: \| Drees \| |
| Arbitro:                                      | Drees          |               |                |                                                                     |

| Arbitro: | Rafati |

|                             |           |          |
| Klaus 19’ Nehrig 79’ (rig.) | Marcatori | 8’ Şahan |

| Augusta 8 aprile 2011, ore 18:00 CEST 29ª giornata | Augusta | 0 – 0 referto | Greuther Fürth | impuls Arena (30 035 spett.)\| Arbitro: \| Schmidt \| |
| Arbitro:                                           | Schmidt |               |                |                                                       |

| Arbitro: | Metzen |

|                     |           |  |
| Kaplan 57’ Haas 86’ | Marcatori |  |

| Arbitro: | Kircher |

|                                 |           |  |
| Stahl 26’ Lauth 32’ (rig.), 82’ | Marcatori |  |

| Arbitro: | Kampka |

|            |           |  |
| Müller 43’ | Marcatori |  |

| Arbitro: | Wingenbach |

|            |           |                                      |
| Gordon 81’ | Marcatori | 23’, 29’ Onuegbu 55’ Haas 65’ Müller |

| Arbitro: | Drees |

|            |           |             |
| Müller 49’ | Marcatori | 61’ Beister |

### Coppa di Germania
| Arbitro: | Fischer |

|             |           |                      |
| Fetsch 106’ | Marcatori | 91’ Nehrig 119’ Haas |

| Arbitro: | Schmidt |

|                          |           |                                  |
| Onuegbu 43’ Sararer 109’ | Marcatori | 79’, 120’ Thurk 98’, 111’ Rafael |

## Statistiche

### Statistiche di squadra
| Competizione      | Punti | In casa | In casa | In casa | In casa | In casa | In casa | In trasferta | In trasferta | In trasferta | In trasferta | In trasferta | In trasferta | Totale | Totale | Totale | Totale | Totale | Totale | DR  |
| Competizione      | Punti | G       | V       | N       | P       | Gf      | Gs      | G            | V            | N            | P            | Gf           | Gs           | G      | V      | N      | P      | Gf     | Gs     | DR  |
| ----------------- | ----- | ------- | ------- | ------- | ------- | ------- | ------- | ------------ | ------------ | ------------ | ------------ | ------------ | ------------ | ------ | ------ | ------ | ------ | ------ | ------ | --- |
| 2. Bundesliga     | 61    | 17      | 10      | 5       | 2       | 24      | 11      | 17           | 7            | 5            | 5            | 23           | 16           | 34     | 17     | 10     | 7      | 47     | 27     | +20 |
| Coppa di Germania | -     | 1       | 0       | 0       | 1       | 2       | 4       | 1            | 1            | 0            | 0            | 2            | 1            | 2      | 1      | 0      | 1      | 4      | 5      | -1  |
| Totale            | -     | 18      | 10      | 5       | 3       | 26      | 15      | 18           | 8            | 5            | 5            | 25           | 17           | 36     | 18     | 10     | 8      | 51     | 32     | +19 |

### Andamento in campionato
| Giornata  | 1 | 2 | 3 | 4 | 5 | 6 | 7 | 8 | 9 | 10 | 11 | 12 | 13 | 14 | 15 | 16 | 17 | 18 | 19 | 20 | 21 | 22 | 23 | 24 | 25 | 26 | 27 | 28 | 29 | 30 | 31 | 32 | 33 | 34 |
| --------- | - | - | - | - | - | - | - | - | - | -- | -- | -- | -- | -- | -- | -- | -- | -- | -- | -- | -- | -- | -- | -- | -- | -- | -- | -- | -- | -- | -- | -- | -- | -- |
| Luogo     | C | T | C | C | T | C | T | C | T | C  | T  | C  | T  | C  | T  | C  | T  | T  | C  | T  | T  | C  | T  | C  | T  | C  | T  | C  | T  | C  | T  | C  | T  | C  |
| Risultato | V | V | N | V | P | V | V | V | P | P  | P  | N  | V  | V  | V  | N  | P  | N  | V  | N  | N  | V  | V  | N  | V  | P  | N  | V  | N  | V  | P  | V  | V  | N  |
| Posizione | 1 | 2 | 4 | 2 | 5 | 3 | 2 | 2 | 4 | 4  | 7  | 8  | 6  | 6  | 4  | 5  | 6  | 5  | 5  | 6  | 6  | 6  | 5  | 4  | 3  | 5  | 5  | 4  | 4  | 4  | 4  | 4  | 4  | 4  |

Legenda:

Luogo: C = Casa; T = Trasferta. Risultato: V = Vittoria; N = Pareggio; P = Sconfitta.

### Statistiche dei giocatori
| Giocatore       | 2. Bundesliga | 2. Bundesliga | 2. Bundesliga | 2. Bundesliga | Coppa di Germania | Coppa di Germania | Coppa di Germania | Coppa di Germania | Totale   | Totale | Totale      | Totale     |
| Giocatore       | Presenze      | Reti          | Ammonizioni   | Espulsioni    | Presenze          | Reti              | Ammonizioni       | Espulsioni        | Presenze | Reti   | Ammonizioni | Espulsioni |
| --------------- | ------------- | ------------- | ------------- | ------------- | ----------------- | ----------------- | ----------------- | ----------------- | -------- | ------ | ----------- | ---------- |
| J. Fejzić       | 1             | 0             | 0             | 0             | -                 | -                 | -                 | -                 | 1        | 0      | 0           | 0          |
| M. Grün         | 17            | 0             | 0             | 0             | 2                 | 0                 | 0                 | 0                 | 19       | 0      | 0           | 0          |
| M. Rozman       | -             | -             | -             | -             | -                 | -                 | -                 | -                 | -        | -      | -           | -          |
| A. Walke        | 16            | 0             | 0             | 0             | -                 | -                 | -                 | -                 | 16       | 0      | 0           | 0          |
| F. Baumgärtel   | -             | -             | -             | -             | -                 | -                 | -                 | -                 | -        | -      | -           | -          |
| K. Falkenberg   | 15            | 0             | 1             | 0             | 1                 | 0                 | 0                 | 0                 | 16       | 0      | 1           | 0          |
| A. Karaslavov   | 17            | 1             | 1             | 0             | 1                 | 0                 | 0                 | 0                 | 18       | 1      | 1           | 0          |
| T. Kleine       | 34            | 1             | 2             | 0             | 2                 | 0                 | 1                 | 0                 | 36       | 1      | 3           | 0          |
| M. Mavraj       | 13            | 0             | 3             | 1             | -                 | -                 | -                 | -                 | 13       | 0      | 3           | 1          |
| C. Rahn         | 8             | 0             | 0             | 0             | 1                 | 0                 | 1                 | 0                 | 9        | 0      | 1           | 0          |
| S. Fürstner     | 26            | 1             | 6             | 0             | -                 | -                 | -                 | -                 | 26       | 1      | 6           | 0          |
| J. Geis         | 6             | 0             | 1             | 0             | -                 | -                 | -                 | -                 | 6        | 0      | 1           | 0          |
| L. Haas         | 29            | 5             | 6             | 0             | 2                 | 1                 | 1                 | 0                 | 31       | 6      | 7           | 0          |
| B. Kaplan       | 6             | 3             | 1             | 0             | -                 | -                 | -                 | -                 | 6        | 3      | 1           | 0          |
| F. Klaus        | 18            | 2             | 3             | 0             | -                 | -                 | -                 | -                 | 18       | 2      | 3           | 0          |
| P. Langen       | -             | -             | -             | -             | -                 | -                 | -                 | -                 | -        | -      | -           | -          |
| N. Müller       | 33            | 7             | 6             | 0             | 2                 | 0                 | 0                 | 0                 | 35       | 7      | 6           | 0          |
| B. Nehrig       | 32            | 4             | 9             | 0             | 2                 | 1                 | 0                 | 0                 | 34       | 5      | 9           | 0          |
| M. Peković      | 28            | 0             | 14            | 0             | 2                 | 0                 | 1                 | 0                 | 30       | 0      | 15          | 0          |
| T. Pektürk      | 9             | 1             | 1             | 0             | -                 | -                 | -                 | -                 | 9        | 1      | 1           | 0          |
| E. Prib         | 33            | 2             | 7             | 0             | 1                 | 0                 | 1                 | 0                 | 34       | 2      | 8           | 0          |
| S. Sararer      | 27            | 7             | 2             | 0             | 1                 | 1                 | 0                 | 0                 | 28       | 8      | 2           | 0          |
| S. Schröck      | 18            | 1             | 5             | 0             | 2                 | 0                 | 1                 | 0                 | 20       | 1      | 6           | 0          |
| M. Strangl      | -             | -             | -             | -             | -                 | -                 | -                 | -                 | -        | -      | -           | -          |
| D. Aleksić      | 16            | 2             | 3             | 1             | 1                 | 0                 | 0                 | 0                 | 17       | 2      | 3           | 1          |
| S. Kolb         | -             | -             | -             | -             | -                 | -                 | -                 | -                 | -        | -      | -           | -          |
| C. Nöthe        | 11            | 2             | 0             | 0             | 1                 | 0                 | 1                 | 0                 | 12       | 2      | 1           | 0          |
| K. Onuegbu      | 20            | 6             | 2             | 0             | 2                 | 1                 | 0                 | 0                 | 22       | 7      | 2           | 0          |
| M. Slepička     | 7             | 0             | 1             | 1             | -                 | -                 | -                 | -                 | 7        | 0      | 1           | 1          |
| S. Vogler       | 3             | 0             | 0             | 0             | -                 | -                 | -                 | -                 | 3        | 0      | 0           | 0          |
| M. Biliškov     | 11            | 0             | 2             | 0             | 2                 | 0                 | 0                 | 0                 | 13       | 0      | 2           | 0          |
| K. Kampl        | 1             | 0             | 0             | 0             | -                 | -                 | -                 | -                 | 1        | 0      | 0           | 0          |
| J. Mauersberger | 3             | 0             | 0             | 0             | 1                 | 0                 | 0                 | 0                 | 4        | 0      | 0           | 0          |
| D. Schahin      | 8             | 1             | 1             | 0             | 2                 | 0                 | 1                 | 0                 | 10       | 1      | 2           | 0          |